# Annual Review of Analytical Chemistry
Annual Review of Analytical Chemistry (nach ISO 4 abgekürzt Annu. Rev. Anal. Chem.) ist eine wissenschaftliche Fachzeitschrift, die von Annual Reviews veröffentlicht wird. Die erste Ausgabe erschien im Jahr 2008. Derzeit erscheint die Zeitschrift einmal im Jahr. Es werden Übersichtsartikel aus allen Bereichen der analytischen Chemie veröffentlicht.
Der Impact Factor lag im Jahr 2019 bei 7,023. Nach der Statistik des ISI Web of Knowledge wird das Journal mit diesem Impact Factor in der Kategorie analytische Chemie an sechster Stelle von 86 Zeitschriften und in der Kategorie Spektroskopie an dritter Stelle von 42 Zeitschriften geführt.